# Guimbi Ouattara
Pour les articles homonymes, voir Ouattara.
Guimbi Ouattara, parfois orthographié Guimbé Ouattara est née vers 1836 et morte en 1919, était une dirigeante et cheffe militaire à Bobo Dioulasso, la capitale économique du Burkina Faso.

## Biographie
Guimbi est la fille aînée de Diori Ouattara, roi du Guiriko, et de Makogo Ouattara. Son père meurt quand elle a trois ans. À l'âge de 15 ans, Ouattara a été marié. Elle devient veuve trois fois. Deux fois selon d'autres sources. Elle est active dans la diplomatie auprès des explorateurs européens, recevant Louis-Gustave Binger, François Crozat, et Parfait-Louis Monteil . 
Elle participe à un certain nombre de campagnes militaires tout au long de sa carrière, travaillant notamment avec Samori Touré. Elle a empêché Samori Touré d'attaquer son peuple en lui offrant des cadeaux et en lui faisant boire une potion magique.
Les souvenirs de Guimbi Ouattara sont encore vives à Bobo-Dioulasso à travers une maternité et une école professionnelle qui portent son nom. Son mausolée, une structure moderne, peut également être visité.

## Ouattara et Samori Touré
Samori Touré a menacé de détruire le royaume de la princesse Gimbi Ouattara parce qu'elle partageait une patrie de son territoire avec son ennemi français Tiéfo. Tiéfo et son royaume s'étaient séparés de Gimbi Ouattara et de son peuple en raison de différences religieuses. Ouattara se rend à Samori Touré pour mener des négociations de paix; elle a apporté des cadeaux et a ajouté ce qui a été décrit comme "une potion magique" au lait qu'il a bu . Ils ont parlé de paix et de leur ennemi commun, le peuple Tiéfo, et Touré a convenu d'une alliance. Ensemble, ils ont abattu les Tiéfo rebelles; Ouattara était avec lui lorsque ses forces ont détruit Noumoudara. L'influence de la princesse Guimbi est remarquable à Bobo-Dioulasso.

## Mausolée Guimbi Ouattara
Le mausolée Guimbi Ouattara est un site historique et touristiques de la ville de Sya. C'est un monument funéraire qui représente un pan de l'histoire de la ville de Bobo-Dioulasso. Situé dans le quartier Konbougou, au secteur trois de la ville de Bobo-Dioulasso, le mausolée Guimbi Ouattara est l'un des sites funéraires de la sous-région qui rappelle l’histoire et le vécu la princesse. C'est un lieu de recueillement pour les Bobo-Dioula de la région, une source historique pour les chercheurs et un site touristique pour les élèves, les étudiants et les visiteurs,.
Le mausolée Guimbi Ouattara est constitué d’une cour de deux bâtiments, l'un abritant la tombe de la princesse et l'autre servant de salle d'exposition de ses effets personnels. A l'intérieur de la cour, se trouve un puits qui a été creusé par la princesse elle-même pour venir en aide à la population, selon les guides touristiques du mausolée. Au mausolée, les visites commencent par le puits ensuite la tombe et enfin la salle exposition composé des effets personnels de la princesse. 